# Heteferés II
Heteferés II foi uma rainha do Antigo Egito da época da IV dinastia. Era filha do rei Quéops e neta de Heteferés I e de Seneferu.

## Biografia
Em relação à identidade da sua mãe, pensa-se que Heteferés pode ter sido Meritités, uma das esposas de Quéops.
Na parte final do reinado de Quéops, Heteferés casou com o seu irmão ou meio-irmão, Cauabe, o herdeiro de Quéops ao trono. Com ele teve pelo menos uma filha, Merensanque III. Contudo, Cauabe faleceu antes de ascender ao poder, possivelmente assassinado pelo seu meio-irmão Ratoises, que tomou Heteferés como sua esposa secundária. Os dois tiveram talvez uma filha, Neferetefés, que se pensa ser a mãe do primeiro rei da V dinastia, Userquerés.[carece de fontes?]
Após a morte de Ratoises, Heteferés, então com pouco mais de trinta anos, voltou a casar com um príncipe chamado Ancafe que exerceu funções de vizir. Entretanto, o seu meio-irmão Quéfren (filho de Quéops com a rainha Henutesem) tornou-se o novo monarca, tendo casado com a sua sobrinha, Meresanque III, a filha de Heteferés.
Heteferés permaneceu pouco tempo casada com o seu novo marido, que faleceu ao fim de alguns anos. Após cerca de vinte e quatro anos de reinado, Quéfren faleceu, tendo subido ao trono Miquerinos. A morte da sua filha Meresanque ocorreu pouco tempo depois. Revelador da afeição de Heteferés pela sua filha foi o facto desta ter mandado adaptar a sua mastaba em Gizé para Meresanque. Ofereceu-lhe igualmente o seu sarcófago de granito.
Heteferés morreu já no tempo de Seberquerés, considerado como o último rei da IV dinastia. Foi sepultada numa mastaba simples, sem qualquer tipo de decoração.